# Saint-Aubin (Pas de Calais)
Saint-Aubin és un municipi francès situat al departament del Pas de Calais i a la regió dels Alts de França. L'any 2007 tenia 241 habitants.

## Demografia

### Població
El 2007 la població de fet de Saint-Aubin era de 241 persones. Hi havia 94 famílies de les quals 19 eren unipersonals (15 homes vivint sols i 4 dones vivint soles), 45 parelles sense fills i 30 parelles amb fills.
La població ha evolucionat segons el següent gràfic:
Habitants censats

### Habitatges
El 2007 hi havia 125 habitatges, 98 eren l'habitatge principal de la família, 23 eren segones residències i 4 estaven desocupats. Tots els 124 habitatges eren cases. Dels 98 habitatges principals, 78 estaven ocupats pels seus propietaris, 18 estaven llogats i ocupats pels llogaters i 2 estaven cedits a títol gratuït; 3 tenien dues cambres, 9 en tenien tres, 15 en tenien quatre i 71 en tenien cinc o més. 80 habitatges disposaven pel capbaix d'una plaça de pàrquing. A 32 habitatges hi havia un automòbil i a 60 n'hi havia dos o més.

### Piràmide de població
La piràmide de població per edats i sexe el 2009 era:
| Homes | Edats   | Dones |
| ----- | ------- | ----- |
| 0     | 95 o +  | 0     |
| 0     | 90 a 94 | 4     |
| 0     | 85 a 89 | 4     |
| 0     | 80 a 84 | 8     |
| 8     | 75 a 79 | 4     |
| 8     | 70 a 74 | 8     |
| 8     | 65 a 69 | 4     |
| 0     | 60 a 64 | 4     |
| 4     | 55 a 59 | 0     |
| 8     | 50 a 54 | 4     |
| 8     | 45 a 49 | 4     |
| 12    | 40 a 44 | 20    |
| 12    | 35 a 39 | 8     |
| 8     | 30 a 34 | 12    |
| 4     | 25 a 29 | 4     |
| 0     | 20 a 24 | 4     |
| 12    | 15 a 19 | 12    |
| 16    | 10 a 14 | 12    |
| 12    | 5 a 9   | 4     |
| 8     | 0 a 4   | 0     |

## Economia
El 2007 la població en edat de treballar era de 169 persones, 120 eren actives i 49 eren inactives. De les 120 persones actives 111 estaven ocupades (61 homes i 50 dones) i 10 estaven aturades (3 homes i 7 dones). De les 49 persones inactives 23 estaven jubilades, 13 estaven estudiant i 13 estaven classificades com a «altres inactius».

### Ingressos
El 2009 a Saint-Aubin hi havia 100 unitats fiscals que integraven 255,5 persones, la mediana anual d'ingressos fiscals per persona era de 22.584 €.

### Activitats econòmiques
Dels 10 establiments que hi havia el 2007, 3 eren d'empreses de construcció, 1 d'una empresa de comerç i reparació d'automòbils, 1 d'una empresa d'hostatgeria i restauració, 2 d'empreses immobiliàries, 2 d'empreses de serveis i 1 d'una entitat de l'administració pública.
Dels 5 establiments de servei als particulars que hi havia el 2009, 1 era un taller de reparació d'automòbils i de material agrícola, 1 lampisteria, 1 empresa de construcció, 1 restaurant i 1 agència immobiliària.
L'any 2000 a Saint-Aubin hi havia 7 explotacions agrícoles.

## Poblacions més properes
El següent diagrama mostra les poblacions més properes.